# Ambalavato
Ambalavato is een plaats en commune in het zuiden van Madagaskar, behorend tot het district Farafangana, die gelegen is in de regio Atsimo-Atsinanana. Tijdens een volkstelling in 2001 telde de plaats 21.492 inwoners.
De plaats biedt alleen lager onderwijs. Het overgrote deel van de bevolking werkt als landbouwer, de rest verdient zijn brood voornamelijk als visser. De belangrijkste landbouwproducten zijn rijst en koffie; overige belangrijke producten zijn bananen en cassave. 0,1% van de bevolking is actief in de dienstensector.